# 普利亞維尼亞斯市鎮
普利亞維尼亞斯市鎮，曾是拉脫維亞的一個市鎮，設立於2009年，位於該國中部。人口6447人，面積376.8平方公里，人口密度約17人/km2。
2021年7月1日，普利亞維尼亞斯市鎮与其它市镇一起合并至艾茲克勞克萊市鎮。

## 外部連結
- 艾茲克勞克萊市鎮官方網站 （页面存档备份，存于） （拉脱维亚文） （英文） （俄文）